# Marienkirche (Kaiserslautern)

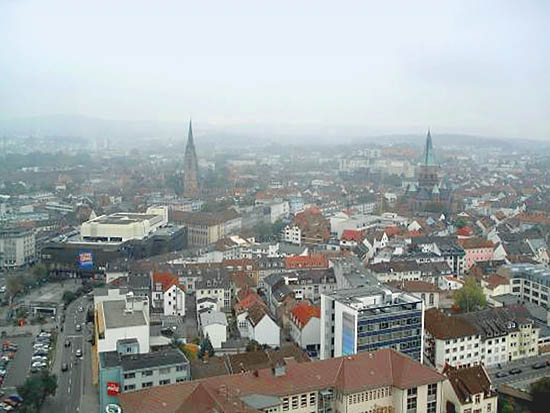
Blick auf die Marienkirche (halblinks) und die Apostelkirche (rechts).

Die Marienkirche ist eine römisch-katholische Kirche in Kaiserslautern und mit ihrem 92,5 m hohen Turm das höchste Gebäude in der Kaiserslauterer Innenstadt. Zur Marienkirchen-Gemeinde gehören rund 5200 Katholiken.

## Baugeschichte
Um 1880 gab es bei einer noch stetig wachsenden Einwohnerzahl von etwa 26.000 bereits etwa 10.000 Katholiken in Kaiserslautern. Die mittelalterliche Martinskirche, damals die einzige katholische Kirche in der Stadt, konnte diese Zahl nicht fassen, doch der ursprüngliche Plan, die Martinskirche abzureißen und neu zu bauen, war im Stadtrat verworfen worden. Aus diesem Grund wurde ein Wiesengelände am Ziegelbach erworben und die Pfarrkirche St. Marien auf der Grundlage des Stadterweiterungsplans von Eugen Bindewald als axialer Mittelpunkt der Königsstraße westlich der Innenstadt konzipiert.
Am 10. November 1878 wurde der Kirchenbauverein St. Maria gegründet. Die Kirche wurde von 1887 bis 1892 im Stil der Neugotik nach Plänen des Architekten Heinrich von Schmidt aus München erbaut. Die Baukosten betrugen 430.000 Mark, sie wurden unter anderem durch eine Lotterie erwirtschaftet. Die meisten Bauarbeiten übernahmen ortsansässige Firmen. Die Glasmalereien der Fenster wurden nach einem Bildschema, das Stadtpfarrer Lorenz mit Zustimmung des Bauausschusses entworfen hatte, von der Glasmalerei Oidtmann in Linnich hergestellt.
Am 8. September 1892 wurde die Kirche durch den Bischof von Speyer, Joseph Georg von Ehrler, geweiht. Patrozinium ist das Fest Mariä Himmelfahrt. Von 1892 bis zur Einweihung der Speyerer Gedächtniskirche 1904 war der Turm der Marienkirche der höchste Kirchturm der Pfalz.
Die Stadt hat sich innerhalb weniger Jahrzehnte um das ursprünglich im Gelände freistehende Gebäude herum ausgebreitet. Vor allem das dichtbesiedelte Kottenviertel wird auch heute noch von vielen Katholiken vornehmlich aus Portugal und Italien bewohnt, die seit den 1950er Jahren in der Kammgarnspinnerei arbeiteten und sich in der Marienkirchengemeinde integrierten.

## Gebäude
Die Kirche steht frei auf dem St.-Marien-Platz und zeigt als Grundriss die Form eines lateinischen Kreuzes. Der Chor ist aus städtebaulichen Gründen nach Westen ausgerichtet. An der östlichen Front des Langhauses befinden sich das Hauptportal mit Treppenaufgang sowie der weithin sichtbare 92,5 m hohe Mittelturm mit Spitzhelm und flankierenden Treppentürmen. Über der Vierung ist ein schmaler Dachreiter zu sehen. Den Wimperg über dem Hauptportal schmückt eine Marienstatue von Bildhauer J. Stolz in München, in den Giebelfeldern finden sich Reliefs mit biblischen Darstellungen.
Das neugotische Gebäude hat eine Gesamtinnenlänge von 40,54 m und besteht aus hellem Sandstein. Das Innere der dreischiffigen Hallenkirche ist etwa 12 m hoch und durch Rundpfeiler mit Knospenkapitellen gegliedert, die ein Kreuzrippengewölbe tragen. Unter dem Chorraum befindet sich eine sehr geräumige Krypta, die nur von außerhalb der Kirche zugänglich ist. Links vom Chorraum befindet sich eine Seitenkapelle, rechts eine symmetrisch dazu angelegte Sakristei.
Die auf drei Kreuzgewölben ruhende Orgelempore im Osten hat eine Maßwerkbrüstung. Die Empore ist über Wendeltreppen in den beiden Ecktürmchen zu erreichen.
Der Turm enthält eine Vorhalle, von der aus früher die Glocken per Hand bedient wurden.

## Ursprüngliche Ausstattung
Die neugotische Originalausstattung ist heute nur noch teilweise erhalten. Sie wurde von der Gemeinde für die zunächst nur spärlich ausgestattete Kirche erst nach und nach angeschafft. Die Altäre, ein 1895 vollendeter zweiflügeliger Rosenkranzaltar als Hochaltar sowie ein 1906 aufgestellter Josefsaltar in der südlichen Seitenkapelle, wurden nach Entwürfen des Pfarrers Stiff aus Oberwinter am Rhein von den Bildhauern Gebrüder Port in Münstermaifeld ausgeführt.
1901 wurde ein Triumphkreuz im Chorbogen aufgehängt, das der Künstler, Linder vom Gewerbemuseum, der Gemeinde geschenkt hat. Auffallend ist heute noch die aus Sandstein gefertigte Kanzel mit hölzernem Schalldeckel, gefertigt von der Firma Erfurt und Wüst in Stuttgart.
Der Taufstein stand ursprünglich im hinteren Teil des linken Seitenschiffs unter der Empore und trug einen hohen verzierten Kupferdeckel.
Besonders auffallend sind die von Kunstmaler Matthäus Schiestl geschaffenen Tafelgemälde (Triptychen) über den Seitenkapellen, die 1906 vom Bayerischen Kultusministerium für die Marienkirche gestiftet wurden. An der linken Querschiffwand befindet sich die „Anbetung der Hirten“, an der rechten „Maria, Königin aller Heiligen“. Der gleiche Künstler schuf auch die Marienstatue in der linken Seitennische und die gegenüber stehende Antonius-Statue.
Im Jahr 1905 wurde die große Klais-Orgel fertiggestellt.
Der Boden des Langhauses war mit roten und grauen Sandsteinplatten belegt, der restliche Bau war mit Mettlacher Kacheln ausgekleidet, die im Chorraum Ornamente und Lilienbänder sowie eine reich verzierte Kreuzdarstellung zeigten, im Querschiff die Symbole der vier Evangelisten und eine bildliche Darstellung des Heiligen Georg. Die Platten im Chorraum und in der Marienkapelle sind noch erhalten.
Der Fußboden hat sich bald im Querschiff abgesenkt und musste 1904 erneuert werden. Es war damals schon absehbar, dass nur ein Betonboden langfristig Abhilfe bringen würde, der aber erst 1970 eingezogen wurde.

## Beschädigungen im Ersten und Zweiten Weltkrieg
Am 17. März 1918 fiel eine Fliegerbombe an der Südseite der Kirche, wobei zwei Menschen getötet wurden. Einige Fenster und das linke Triptychon wurden beschädigt. Es waren jedoch insgesamt nur wenig Ausbesserungsarbeiten notwendig. Lediglich das für Kriegszwecke eingeschmolzene Geläute wurde 1921 ersetzt (siehe unten).
Im Zweiten Weltkrieg wurden bei den Luftangriffen vom 28. September 1944 die Türen eingerissen und die farbigen Glasfenster vollständig zerstört sowie Teile des Daches beschädigt. Das Gebäude der Marienkirche selbst hat jedoch im Großen und Ganzen beide Weltkriege nahezu unbeschadet überstanden und ist im Gegensatz zur nicht weit entfernten Apostelkirche, die von Brandbomben getroffen wurde, nicht völlig ausgebrannt. Weil die Schwestern des nahegelegenen Instituts der Franziskanerinnen ausgebombt waren, durften sie ihre geretteten Möbel zeitweise in der Krypta der Marienkirche unterbringen, während sie selbst in die umliegenden Konvente aufgeteilt wurden.
Im Verlauf von Renovierungsarbeiten war 1936 der Hochaltar in die Lieferfirma nach Münstermaifeld zurückgeschickt worden. Er wurde dort jedoch durch einen Fliegerangriff vernichtet. Dieser Altar wurde 1944 durch einen neuen Marienaltar ersetzt, der nach einem Entwurf des Architekten Klostermann durch den Bildhauer Karl Baur aus München geschaffen wurde. Er zeigt Szenen aus dem Marienleben auf zwei Hochreliefs und eine Marienstatue.
Der bronzene Deckel des Taufsteins ging im Zweiten Weltkrieg verloren; ob er eingeschmolzen wurde oder bei dem Bombenangriff beschädigt wurde, ist aus den Quellen nicht zu entnehmen.

## Glasfenster

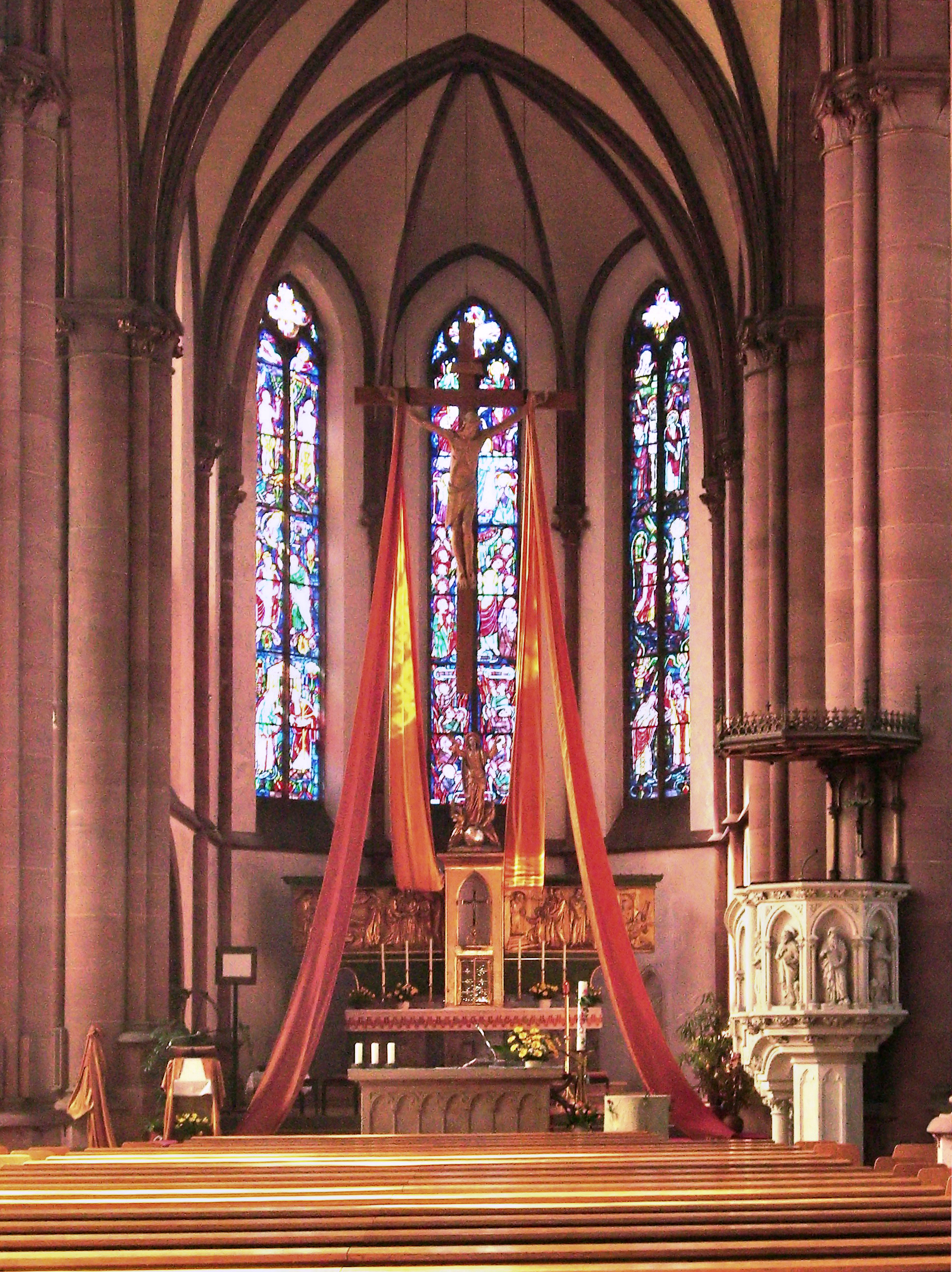
Chorraum im Osterschmuck

Die Bleiglasfenster zeigten im Langhaus ursprünglich verschiedene deutsche Heilige und in der Marienkapelle und im Chorraum Szenen aus dem Leben Marias. In den Maßwerkrosetten waren Symbole aus der lauretanischen Litanei eingefügt. Diese Fenster sind jedoch durch die Zerstörung im Zweiten Weltkrieg verloren gegangen, nachdem der Bombenangriff am 28. September 1944 alle Fenster zerstört hatte. Dieser harte Schlag der britischen Royal Air Force verwüstete den Westen und Nordwesten der Stadt schwer. In der Marienkirche erfolgte eine Notverglasung.
Die Fenster, die heute in der Marienkirche zu sehen sind, wurden 1954 vollendet. Pfarrer Engel gab 1952 die neuen Fenster bei dem Münchner Künstler Wilhelm Pütz in Auftrag. Pfarrer Engel wirkte an der Gestaltung und Farbgebung mit, er entwarf auch selbst Fenster. In den Jahren 1952–53 wurden zuerst die seitlichen Fenster eingesetzt, 1953–54 dann die Fenster im Chor erneuert. Die drei Hauptfenster im Chor erhielten Szenen aus dem Marienleben. Die Kopfteile der Fenster im Querschiff zeigen das Geheimnis der Unbefleckten Empfängnis bzw. Maria als Mutter der Kirche. In den Maßwerkrosetten des Langhauses sind wieder marianische Symbole aus der Bibel und aus der lauretanischen Litanei gestaltet worden. Das Maßwerk der Fenster über der Orgelempore zeigt Motive der Kirchenmusik. Der übrige Teil der Langhausfenster besteht aus Ornamentglas. 

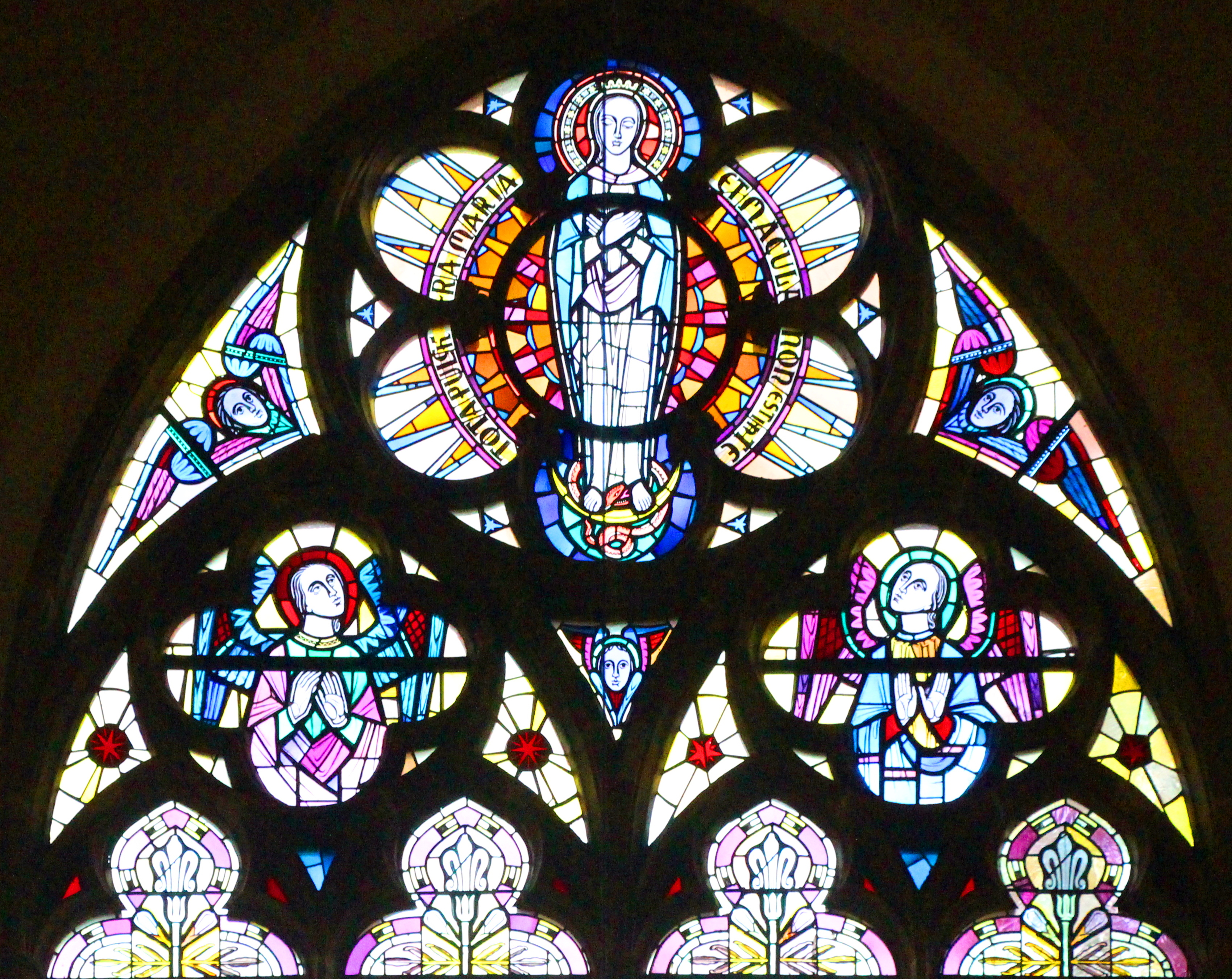
Tota pulchra Maria, südliches Querschifffenster in der Marienkirche

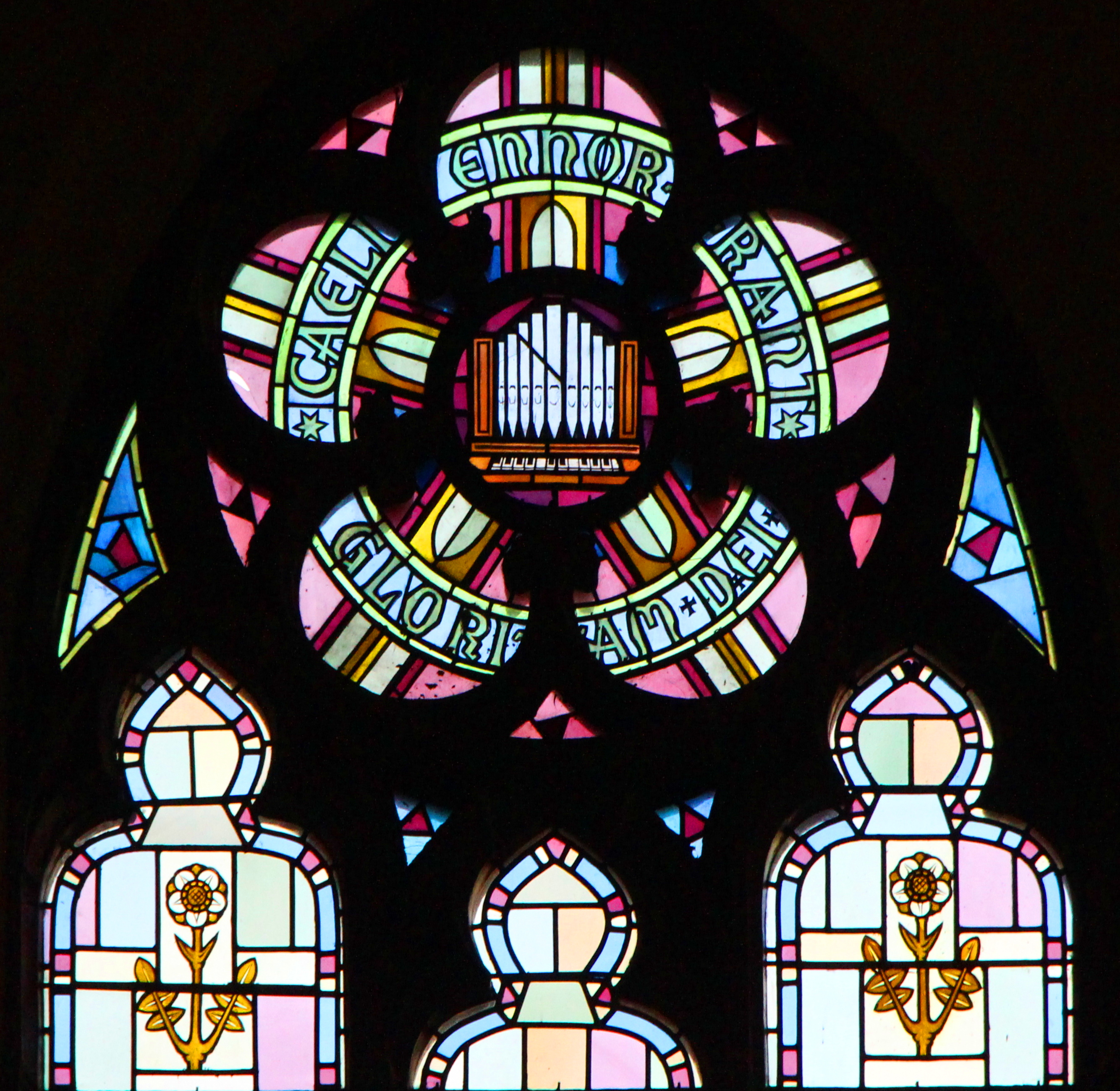
Süd-östliches Kirchenfenster über der Empore

## Veränderungen der Innenausstattung
Die Renovierung in den Jahren 1972 bis 1973 diente der Umgestaltung des Innenraums nach der Liturgiereform und der Stabilisierung der Fußböden durch Einzug einer Betondecke zwischen Krypta und Querschiff bzw. Chorraum. Diese Maßnahme wurde mit der Altarweihe am 8. September 1973 feierlich abgeschlossen.
Der Fußbodenbelag im Querschiff wurde an den des Langhauses angepasst, da viele Platten gebrochen waren. Nur im Chorraum und der Seitenkapelle sind die Kachelmuster erhalten geblieben.
Zwischen 1952 und 1956 hat der Bildhauer Carl Caire aus Kaiserslautern die Kreuzwegstationen gefertigt. Die vier Vollplastiken aus Lindenholz für die Seitenaltäre wurden von Karl Baur aus München 1955 hergestellt und sind heute noch an der Querschiffwand angebracht, die Seitenaltäre selbst wurden jedoch nach der Liturgiereform abgebaut. Die Plastiken zeigen die Heilige Familie, eine Herz-Jesu-Darstellung, den Hl. Pius X. sowie den Hl. Aloisius von Gonzaga.

## Orgeln

### Hauptorgel

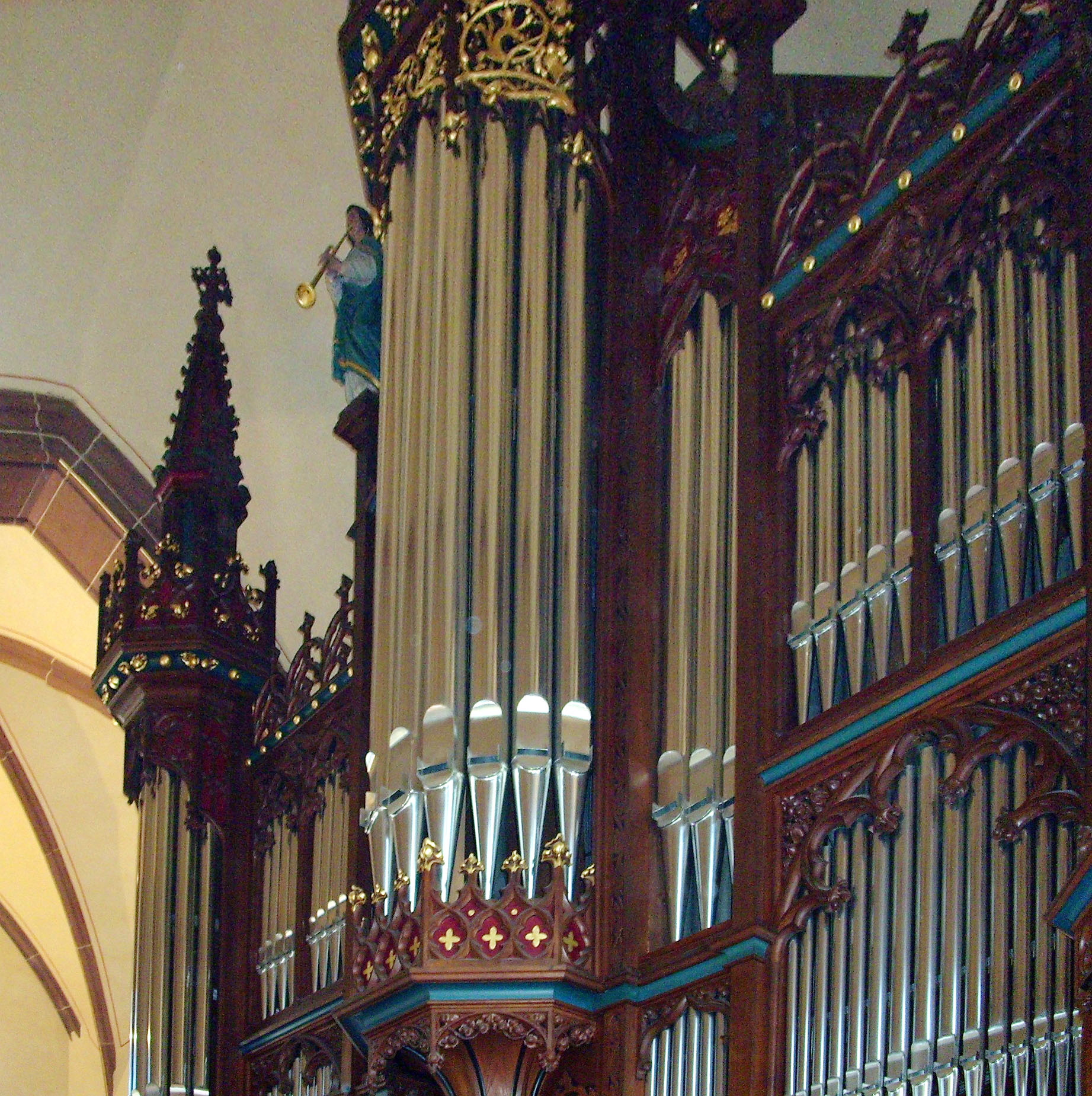
Klais-Orgel in der Marienkirche

Schon 1891 wurde ein Orgelbauverein gegründet, doch wurde bei der Weihe der Kirche zunächst ein Harmonium verwendet. Der Orgelbaufonds brachte die Kosten in Höhe von 20.000 Reichsmark bis 1902 auf und die Bonner Firma Johannes Klais wurde mit dem Bau einer romantischen Orgel beauftragt. 1904 war zunächst der Prospekt fertig, der Gesamtaufbau erfolgte dann bis Februar 1905. Am 26. Februar 1905 fand die Orgelweihe statt.
1917 wurden die Prospektpfeifen aus Zinn zu Kriegszwecken beschlagnahmt und provisorisch durch Zinkpfeifen ersetzt. Durch die Luftangriffe des Zweiten Weltkrieges wurde die Orgel glücklicherweise nicht beschädigt. 1974 erfolgte ein tiefgreifender Umbau durch Paul Zimnol aus Kaiserslautern mit neuem Spieltisch und Anpassung der Klangästhetik an den neobarocken Zeitgeschmack. Dabei wurden 14 Register umgebaut bzw. ausgetauscht und vier weitere auf einer Zusatzlade angefügt. Nachdem Luftverschmutzung im Umfeld der Kirche zu Schäden an der Windversorgung geführt hatte, wurde das denkmalgeschützte Instrument mit Hilfe eines Orgelbauvereins und Zuschüssen des Bistums Speyer 1994 durch Orgelbau Klais restauriert. Dabei wurden die Bleikondukten, die die Windladen mit dem pneumatischen Spieltisch verbinden, gereinigt und die Lederbälge ausgetauscht. Der Orgelprospekt wurde wieder mit Zinnpfeifen ausgestattet und die Änderungen von 1974 teilweise rückgängig gemacht.
Die Klais-Orgel hat 47 klingende Register auf drei Manualen und Pedal. Das Instrument besitzt Kegelladen mit  pneumatischen Trakturen. Eine Besonderheit sind die Hochdruck-Register im Schwellwerk. Das Instrument hat folgende Disposition:
| I Hauptwerk C–g3 |                 |        |
| 01.              | Principal       | 16′    |
| 02.              | Bordun          | 16′    |
| 03.              | Principal       | 08′    |
| 04.              | Flauto major    | 08′    |
| 05.              | Großgedackt     | 08′    |
| 06.              | Gemshorn        | 08′    |
| 07.              | Gamba           | 08′    |
| 08.              | Octave          | 04′    |
| 09.              | Hohlflöte       | 04′    |
| 10.              | Biffaria II     | 04′+2′ |
| 11.              | Octavflöte      | 02′    |
| 12.              | Cornett III–IV  |        |
| 13.              | Mixtur V        |        |
| 14.              | Trompete        | 08′    |
| 15.              | Clairon         | 04′    |
|                  | Tuba (= Nr. 41) | 08′    |

| II Nebenwerk C–g3 |                      |       |
| 16.               | Viola                | 16′   |
| 17.               | Principalflöte       | 08′   |
| 18.               | Flauto amabile       | 08′   |
| 19.               | Quintatön            | 08′   |
| 20.               | Dolce                | 08′   |
| 21.               | Salicional           | 08′   |
|                   | Principal (= Nr. 40) | 04′   |
| 22.               | Rohrflöte            | 04′   |
| 23.               | Fugara               | 04′   |
| 24.               | Spitzquinte          | 2 ⁄3′ |
| 25.               | Nachthorn            | 02′   |
| 26.               | Progressio III–IV    |       |
| 27.               | Klarinette           | 08′   |
| 28.               | Kopfregal            | 04′   |

| III Schwellwerk C–g3 |                    |     |
| 29.                  | Lieblich Gedackt   | 16′ |
| 30.                  | Geigenprincipal    | 08′ |
| 31.                  | Bordun             | 08′ |
| 32.                  | Aeoline            | 08′ |
| 33.                  | Vox coelestis      | 08′ |
| 34.                  | Flauto traverso    | 04′ |
| 35.                  | Blockflöte         | 02′ |
| 36.                  | Flauto traverso    | 02′ |
| 37.                  | Sesquialter II     |     |
| 38.                  | Oboe               | 08′ |
|                      | Hochdruck-Register |     |
| 39.                  | Sologambe          | 08′ |
| 40.                  | Principal          | 04′ |
| 41.                  | Tuba mirabilis     | 08′ |
|                      | Tremolo            |     |

| Pedal C–f1 |                       |         |
| 42.        | Principal             | 16′     |
| 43.        | Subbass               | 16′     |
|            | Zartbordun (= Nr. 29) | 16′     |
| 44.        | Violon                | 16′     |
| 45.        | Salicet               | 16′     |
| 46.        | Quintbass             | 10 2⁄3′ |
| 57.        | Octave                | 08′     |
| 48.        | Violoncello           | 08′     |
| 49.        | Superoctave           | 04′     |
| 50.        | Posaune               | 16′     |

- Koppeln
  - Normalkoppeln: II/I, III/I, III/II, I/P, II/P, III/P
  - Superoktavkoppeln: I/I, P/P
  - Suboktavkoppel: II/I

Organist der Pfarrei war von der Weihe der Kirche 1893 bis zu seinem Tod 1954 Oberlehrer Josef Depré. 1947 wurde er für seine Verdienste zum Kirchenmusikdirektor ernannt.

### Chororgel
Die Kirche besitzt seit dem 100-jährigen Jubiläum der großen Orgel im Jahre 2005 eine zweite, kleine Orgel, die 1986 durch die Firma Zimnol (Kaiserslautern) erbaut worden ist. Das rein mechanische Schleifladeninstrument hat fünf Register auf einem Manual und  angehängtem Pedal. Für 2024 ist der Bau einer neuen Chororgel mit 23 Registern durch Orgelbau Kuhn (Männedorf) geplant. Die Disposition der Zimnol-Orgel lautet:
| Manual C–       |    |
| Rohrflöte       | 8′ |
| Viola           | 8′ |
| Nachthorn       | 4′ |
| Prinzipal (B/D) | 2′ |
| Zimbel (B/D)    | 1′ |

| Pedal C– (angehängt) |

## Kirchenchor
Der am 21. November 1893 gegründete Kirchenchor wurde bis 1937 von Bittlinger geleitet, sein Nachfolger war Gregor Sand. 1946–1950 war der Musiker Emmerich Smola als Chorleiter in St. Maria tätig, der auch die Musikschule in Kaiserslautern gründete und beim Rundfunk arbeitete. Bis 1952 übernahm sein Bruder Alfred Smola den Chor, bis 1957 Franz Zöller. Seit 1958 leitete Organist Raimund Mattern den Kirchenchor, der 1978 zum Kirchenmusikdirektor ernannt wurde. Seit Anfang der 70er Jahre führt der Chor jedes Jahr ein Adventskonzert auf. 1995 ging Mattern in den Ruhestand, und der Kirchenmusiker Siegmar Junker übernahm die Organistenstelle und die Chorleitung. Von 2019 bis Ende 2023 war Maximilian Rajczyk Organist und Chorleiter an der Marienkirche. Derzeit ist die Stelle vakant.

## Turm und Geläute

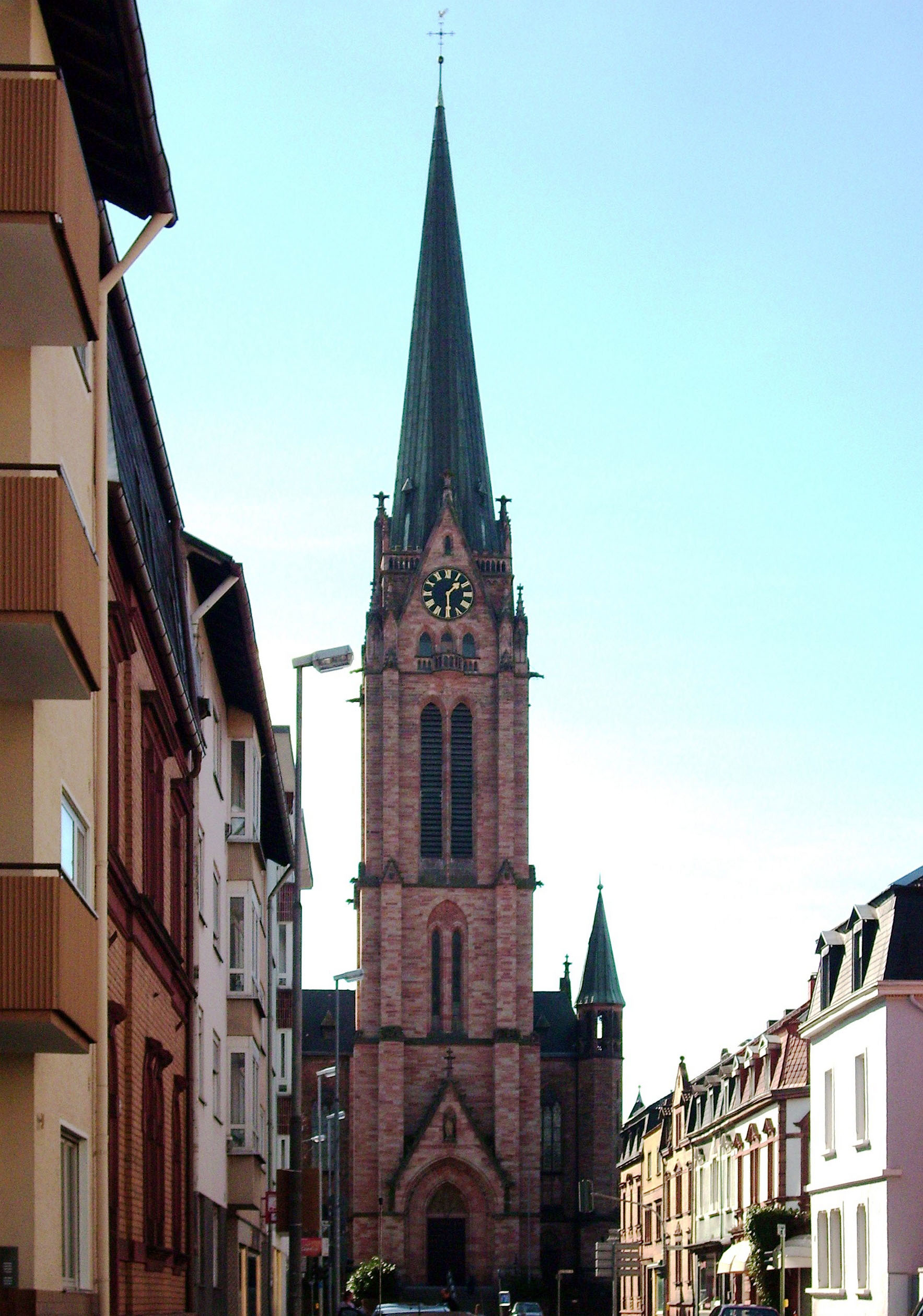
Turm der Marienkirche von Osten (Königsstraße) her

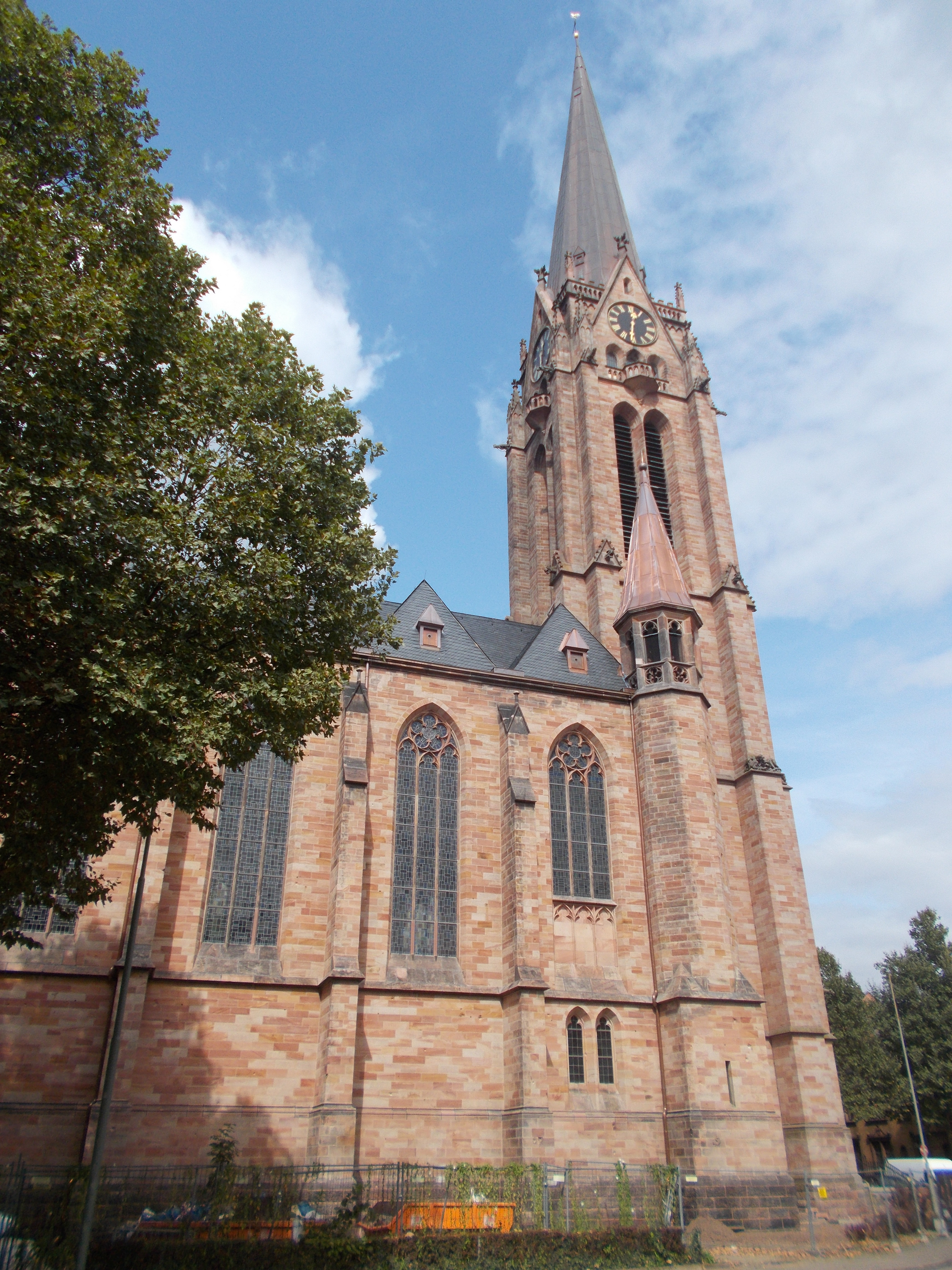
Turm der Marienkirche von Süden (Ecke Königstraße/Rosenstraße)

Der Turm der Marienkirche ist mit 92,5 m der zweithöchste Kirchturm der Pfalz. (Der höchste Kirchturm der Pfalz steht in Speyer; der Turm der Gedächtniskirche ist 100 m hoch, 7,5 m mehr als der Turm der Marienkirche.) Siehe dazu auch die Liste der höchsten Sakralgebäude. Der Turm der Marienkirche ist auch 8,5 m höher als das Rathaus der Stadt und damit das höchste Gebäude der Kaiserslauterer Innenstadt. Er hebt sich als Zentrum der Königsstraße als Orientierungspunkt stark hervor. In den ersten Jahren des 21. Jahrhunderts wurde der Turm renoviert, stabilisiert und von seiner schwarzen Verfärbung befreit.
Die vier ersten Glocken wurden von der Firma J. Gg. Pfeiffer in Kaiserslautern hergestellt. Zunächst wurden nur zwei kleine Glocken angeschafft, die Marienglocke und die Magdalenenglocke. 1904 stiftete Prinzregent Luitpold von Bayern zwei weitere Glocken, die Herz-Jesu-Glocke und die Josephs-Glocke. Die beiden alten Glocken wurden dann umgegossen und so von ihrer Tonhöhe her in das neue Geläute eingepasst. Die feierliche Glockenweihe fand am 17. Juli 1904 statt. Das Geläute hatte die Töne h° – dis′ – fis′ – gis′.
Im Ersten Weltkrieg wurden die drei größten Glocken für Kriegszwecke eingeschmolzen, nur die Marienglocke blieb. Auch die Zinn-Pfeifen des Orgelprospekts wurden beschlagnahmt, sie wurden 1920 durch silberfarben gestrichene Zink-Pfeifen ersetzt.
Das Geläute wurde 1921 wieder vervollständigt und auf das Geläute der benachbarten evangelischen Apostelkirche abgestimmt.
Im Zweiten Weltkrieg mussten erneut die drei größten Glocken zu Kriegszwecken abgeliefert werden. Erst 1952 wurden sie durch sechs neue Glocken der Glockengießerei Petit & Gebr. Edelbrock in Gescher (Westfalen) ersetzt. Das neue Geläute hat die Töne b° – des′ – es′ – f′ – as′ – b′. Die Glocken wurden am 7. September 1952 durch Generalvikar Haußner geweiht. Die Glocken as′ und f′ schlagen seitdem die Viertelstunden und die Glocke des′ die vollen Stunden.
Am 9. Dezember 2010 wurde nach einer baumaßnahmlichen Begehung festgestellt, dass der Turm der Marienkirche ab einer Höhe von 60 Metern stark einsturzgefährdet ist. Der Marienplatz und der sich darauf befindliche Parkplatz mussten gesperrt werden, die morschen Balken innerhalb des Kirchturms müssen abgestützt und erneuert werden. Renovierungsmaßnahmen in diesem Bereich wurden am 16. Dezember 2010 eingeleitet. Sämtliche kirchlichen Aktivitäten, die Gottesdienste sowie bevorstehende Weihnachtskonzerte mussten bis mindestens 23.12. abgesagt werden.

## Heutiges Gemeindeleben

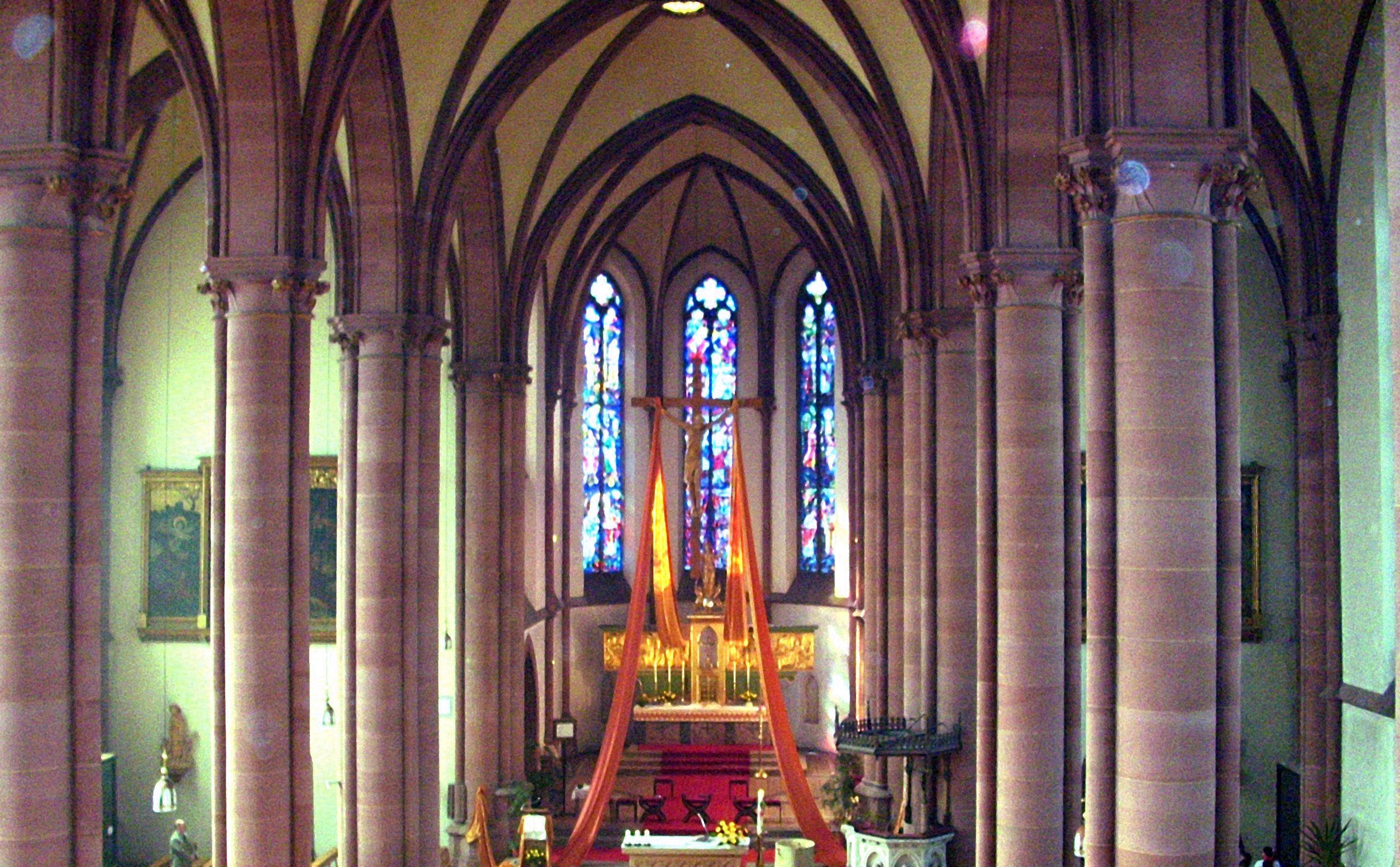
Innenraum in der Osterzeit

In der Marienkirche finden in der Regel am Wochenende zwei und während der Woche drei Gottesdienste statt. Hauptamtliche Mitarbeiter der Pfarreiengemeinschaft (St. Maria, St. Konrad, Heilig Kreuz, St. Theresia, St. Rochus Hohenecken, St. Peter und Paul Dansenberg) sind ein Pfarrer, ein Kooperator, zwei Diakone, ein Pastoralreferent und eine Gemeindereferentin, die von ehrenamtlichen Mitarbeitern unterstützt werden.
Das Pfarrhaus mit Pfarrbüro wurde in der gleichen Zeit wie die Kirche erbaut und steht gegenüber am Marienplatz. Das Pfarrheim wurde im Jahr 1986 erbaut und am 13. Dezember 1987 eingeweiht. Zur Gemeinde gehören verschiedene Jugend-, Frauen- und Männerkreise, die zum Teil von der Kolpingsfamilie getragen werden, sowie ein Hauskreis, ein Gebetskreis und ein Kirchenchor. Die Gemeinde ist in ihrem Pfarrheim auch Gastgeber für die Kolpingjugend und die Außenstelle des Bischöflichen Kirchenmusikalischen Instituts der Diözese Speyer. 
Die Pfarrei ist zusammen mit der evangelischen Apostelkirche und der Lokalredaktion der Zeitung Die Rheinpfalz Initiator und Träger der Aktion „alt-arm-allein“ zur Versorgung und Betreuung vereinsamter und verarmter Senioren im Stadtgebiet. Die Aktion ist inzwischen durch einen eingetragenen Verein langfristig gesichert, jedes Jahr im Advent wird zu einer neuen Spendenaktion ausgerufen. In den ersten 10 Jahren ihres Bestehens (2006/07) wurden über 1,6 Millionen Euro zugunsten der Aktion gesammelt.
Außerdem engagiert sich innerhalb der Pfarrei der Verein „Mütter in Not“, der Geld und Sachspenden für durch eine Schwangerschaft in Not geratene Frauen sammelt und über die Caritas-Beratungsstelle verteilt.
2007 wurde ein Förderverein gegründet, der Spenden für die dringend notwendigen Renovierungsarbeiten sammelt.